# 오빠가 있다
"오빠가 있다"(Rely on Your Brother)는 한국에서 제작된 이두용 감독의 1978년 영화이다. 안태섭 등이 주연으로 출연하였고 곽정환 등이 제작에 참여하였다.

## 출연

### 주연
- 안태섭
- 유지인
- 신우철
- 현길수

### 조연
- 한태일

## 기타
- 조명: 고해진
- 녹음: 유창국
- 미술: 이봉선
- 특수효과: 윤덕영